# The Atlantic Paranormal Society

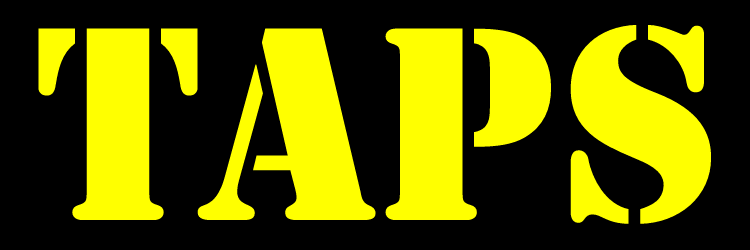
Offizielles TAPS Logo

The Atlantic Paranormal Society (TAPS) ist eine Organisation mit Sitz in Warwick, Rhode Island, die berichtete paranormale Aktivitäten untersucht. Sie wurde 1990 von Jason Hawes und Grant Wilson gegründet. Im Jahr 2004 wurde die Organisation zum Thema der Fernsehserie Ghost Hunters, eine erfolgreiche, wöchentlich erscheinende Reality-Fernsehserie des Fernsehsenders Syfy.

## Geschichte und Ziele
Hawes gründete TAPS im Jahr 1990; Ursprünglich wurde sie Rhode Island Paranormal Society genannt. Gemäß dem ehemaligen Mitglied Donna LaCroix traf sich das Team zunächst sonntags in einem Coffee-Shop. Nachdem RIPS begann, Fälle in ganz Neuengland zu untersuchen, wurde der Name in The Atlantic Paranormal Society geändert. Wilson schloss sich ungefähr zwei Jahre später dem Team an.
TAPS versucht, einzelnen oder Gruppen, die glauben, von paranormaler Aktivität umgeben zu sein, zu helfen. Dabei benutzt sie elektronische Ausrüstung, die angeblich imstande ist, paranormale Aktivität aufspüren zu können. Die Ergebnisse werden auch für eigene Forschungszwecke benutzt. Sie betreibt außerdem eine eigene Webseite.

## Medien

### Bücher
Jason und Grant haben kürzlich ihr erstes Buch mit dem Titel Ghost Hunting veröffentlicht. Zuletzt haben sie ein weiteres Buch mit dem Titel Seeking Spirits veröffentlicht. Ein weiteres vorrangiges Ziel von TAPS ist es, die Runden auf College-Vorlesungen und Kongresskreisen zu halten. Wie der Veranstaltungskalender auf der Webseite zeigt, sind verschiedene Mitglieder oft bei solchen Veranstaltungen vor Ort. TAPS hat begonnen sogenannten 'Meet TAPS' Veranstaltungen durchzuführen, welche man auf dem Terminplan der Webseite nachlesen kann. Bei diesen Veranstaltungen kann man gegen eine Gebühr mit TAPS an berühmten Orten auf Geisterjagd gehen.

### Website
Die Website von TAPS wird auch genutzt, um einige Werke in Video- und Audioform, die die Gruppe gesammelt hat, zu präsentieren.

### Zeitschriften
TAPS veröffentlicht monatlich eine Zeitschrift namens TAPS Paramagazine, welches von Mitgliedern verfasste Artikel und Informationen über das Paranormale beinhaltet. Hawes sagte in einem Interview des skeptischen Podcasts Audiomartini, dass die Zeitschriften hauptsächlich verkauft werden, um den Einsatz von TAPS zu finanzieren. Die Zeitschrift selbst sagt aus, dass sie ein finanzieller Sponsor von TAPS ist. Die durchschnittliche Ausgabe ist ungefähr 39 Seiten lang und wurde 2006 mit dem Angebot einer 'Hinter den Kulissen DVD' für neue Abonnenten vermarktet.

### Radiosendung
Anfang Juli 2006 begann TAPS mit der Veröffentlichung von Podcasts mit dem Namen TAPS Para-Radio mit Hawes und Wilson auf einer sporadischen Grundlage.

#### Beyond Reality Radio
Beyond Reality Radio ist eine Radio-Talkshow mit den TAPS-Gründern und Ghost Hunters-Stars Jason Hawes und Grant Wilson. Beyond Reality Radio startete im April 2007 und läuft samstags von 19 bis 22 Uhr auf dem Radiosender WXLM. In der Sendung unterhalten sich Jason und Grant mit Gästen über das Paranormale und geben Hörern die Möglichkeit, während der Sendung anzurufen und der Diskussion beizutreten. Das Team von Beyond Reality Radio besteht aus den Moderatoren Grant Wilson und Jason Hawes, der Produzentin Amy Bruni und dem Studio-Produzent Dave Gardiner. Während der Sendung oder zu jeder anderen Zeit, kann man die TAPS-Webseite besuchen und über die Sendung und andere Themen chatten. Der Chatraum wird von Besitzern und Mods überwacht, die den Chat jugendfrei und familienfreundlich halten.
Die Sendung wird momentan nicht mehr ausgestrahlt und es wurde noch kein Termin für eine weitere Ausstrahlung bekannt gegeben.

### Gemeinnützigkeit
Anfang 2007 beschrieb sich TAPS als Non-Profit-Organisation. Aufgrund potentieller Haftungsproblemen wegen der Unrichtigkeit der Beschreibung beschreibt sich die Organisation nun als eine kostenlose, freiwillige Organisation.

### Videospiel
Am 1. Dezember 2007 veröffentlichte TAPS ein Videospiel in Verbindung mit Star Mountain Studios namens Apparitions. Online erhältlich für PC und Mac, behauptet TAPS Mitgründer Grant Wilson, dass dieses Spiel nur der Start von größeren Bemühungen in der interaktiven Medienwelt von TAPS in Zukunft sei, obwohl bis dahin keine anderen interaktiven Medien aufgetaucht sind und das Spiel das Verkaufsziel nicht erreicht hat.

## Methoden
TAPS schickt eine Gruppe von drei bis sechs Mitgliedern um eine acht bis zwölf Stunden lange Untersuchung in einer oder mehreren Nächten durchzuführen. Dabei kommen Nachtsicht-, digitale Video- und Wärmebildkameras, EMF-Detektoren, digitale Thermometer und andere Ausrüstungsgegenstände zum Einsatz. Die Mitglieder finden oft natürliche Erklärungen für die beschriebenen Aktivitäten. Zum Abschluss präsentiert das Team die Ergebnisse und äußern ihre Meinung, ob es am untersuchten Ort „spukt“ oder nicht.

## Namhafte Mitglieder
Mitglieder von TAPS gibt es auf der ganzen Welt. Bei TAPS gibt es auch berühmte Mitglieder, die ehrenamtlich an Ermittlungen für die Fernsehserie Ghost Hunters teilgenommen haben. Folgende Personen haben bereits bei Ermittlungen mitgewirkt:
- Jodi Picoult (1996)
- CM Punk (2006)
- Elijah Burke (2007)
- The Miz (2008)
- Amanda Tapping (2008)
- Colin Ferguson (2008)
- Meat Loaf (2009)

## TAPS Familien-Netzwerk
Viele paranormale Ermittlergruppen unterstützen ähnliche Gruppen national und weltweit. TAPS lädt paranormale Organisationen in das eigene Netzwerk ein, die untereinander ihre Fälle übergeben. Diese Organisationen sind Teil des TAPS-Family-Netzwerkes. Partnerorganisationen stellen einen TAPS Family Member Banner auf ihre Webseiten, welcher auf die TAPS-Webseite verweist. Eine Liste von Partnerorganisationen kann man auf der TAPS-Family-Webseite nachlesen.